# Frenke (Emmerthal)
Frenke ist eine Ortschaft der Gemeinde Emmerthal im Landkreis Hameln-Pyrmont. Das Dorf hat 104 Einwohner (30. Juni 2022) und ist Teil der Emmerthaler Ortschaft Börry.

## Geographie
Der Ortskern von Frenke liegt auf einer Höhe von etwa 70 bis 75 m ü. NN und etwa 1,5 km östlich der Weser. Die Kreisstadt Hameln liegt etwa 12 km nördlich von Frenke. Der Eichberg, etwa 2 km südöstlich von Frenke ist mit 248 m über NN die höchste Erhebung im Nahbereich.

## Geschichte
Die erste urkundliche Erwähnung als „Vranki“ findet sich für das Jahr 1050 im Güterverzeichnis des Klosters Corvey. Frenke war der Stammsitz des Rittergeschlechts derer von Frenke, die über Streubesitz im Raum Hameln – Polle – Alfeld verfügten.

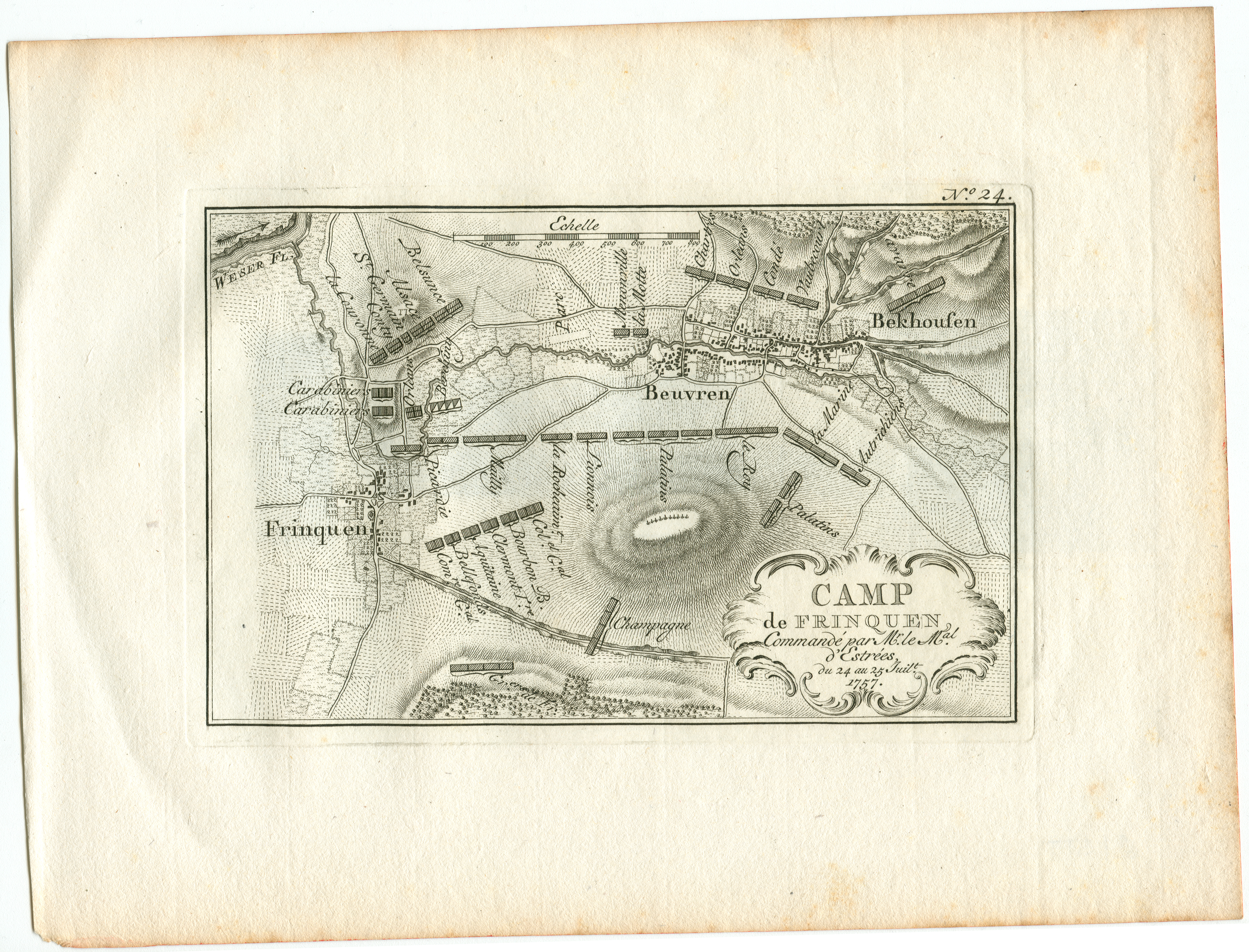
Feldlager bei Frenke am 24. bis 25. Juli 1757, unmittelbar vor der Schlacht von Hastenbeck: deutlich erkennbar u. a. die einzelnen Gebäude in dem Kupferstich Nr. 24 von Jakobus van der Schley

Im Siebenjährigen Krieg überquerten am 16. Juli 1757 die französischen Truppen unter dem Kommando von Marschall d’Estrées die Weser: Vom 24. bis 25. Juli schlugen sie ihre Feldlager rund um Börry auf, um daraufhin zur Schlacht von Hastenbeck abzuziehen.
Die jahrhundertelang eigenständige Gemeinde war im 16.–19. Jahrhundert zugehörig zunächst zum Amt Wickensen - Adeliges Gericht Hehlen, dann zum Amt Grohnde. Sie war dann Teil des Amtes Grohnde-Ohsen das 1885 im neu gegründeten Kreis Hameln aufging. Seit dem 1. April 1922 gehört sie zum Landkreis Hameln-Pyrmont. Im Zuge der niedersächsischen Gemeindereform verliert der Ort den Gemeindestatus am 1. Januar 1973 und wird Teil der Ortschaft Börry in der Einheitsgemeinde Emmerthal.
Im Jahr 2002 wurde Frenke Kreissieger im Wettbewerb „Unser Dorf soll schöner werden - unser Dorf hat Zukunft.“

## Sehenswertes
Im Ort gibt es u. a. einen Bauerngarten, ein privates Heimatmuseum und eine Streuobstwiese mit 35 alten deutschen Obstsorten.